# Оброскино
Оброскино — посёлок в Тюкалинском районе Омской области России. Входит в состав Бекишевского сельского поселения.

## История
В соответствии с Законом Омской области от 30 июля 2004 года № 548-ОЗ «О границах и статусе муниципальных образований Омской области» посёлок вошёл в состав образованного Бекишевского сельского поселения.

## География
Находится в центральной части региона, на юго-востоке Тюкалинского района, вблизи административных границы с Любинским и Саргатским районами, в лесостепной зоне Ишимской равнины, относящейся к Западно-Сибирской равнине. 
Уличная сеть состоит из восьми географических объектов: ул. Дачная, ул. Земляничная, ул. Площадь, ул. Придорожная, ул. Садовая, ул. Цветочная, ул. Центральная, ул. Школьная.
Абсолютная высота — 111 метров над уровнем моря.
Географическое положение
Расстояние до
центра поселения — села Бекишево — 4 км.
районного центра город Тюкалинск — 46 км.
областного центра Омск — 76 км.
Ближайшие населенные пункты
Тарлык — 3 км, Гуровка — 5 км, Пестровка — 7 км, Ивановка — 9 км, Павловка 9 км

## Население
| 2010 |
| ---- |
| 212  |

Гендерный состав
По данным Всероссийской переписи населения 2010 года в гендерной структуре населения из 212 человек мужчин — 98, женщин — 114 (46,2 и	53,8 % соответственно).
Национальный состав
Согласно результатам переписи 2002 года, в национальной структуре населения русские составляли 88 % от общей численности населения в 265 жителей

## Инфраструктура
МОУ Оброскинская начальная общеобразовательная школа.
«Оброскинский сельский Дом Культуры».
Почтовое отделение (Лесная ул, 24)

## Транспорт
стоит на автодороге «Бекишево — Оброскино» (идентификационный номер 52 ОП МЗ Н-508) длиной 4,863 км.